# 스코샤해

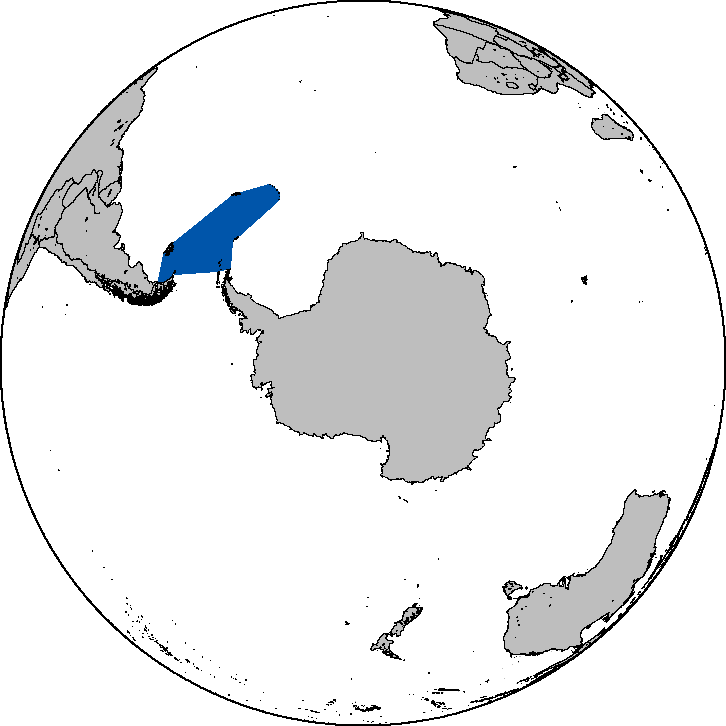
스코샤해의 대략적 위치

스코샤해(영어: Scotia Sea)는 남대서양과 남극해의 해역이다.
티에라델푸에고 제도, 사우스조지아섬, 사우스샌드위치 제도, 사우스오크니 제도와 남극반도로 둘러싸인 바다로, 서쪽 경계는 드레이크 해협이다. 면적은 약 900,000 km2로, 절반 가량은 대륙붕이다.